# Política exterior de Estados Unidos en Medio Oriente

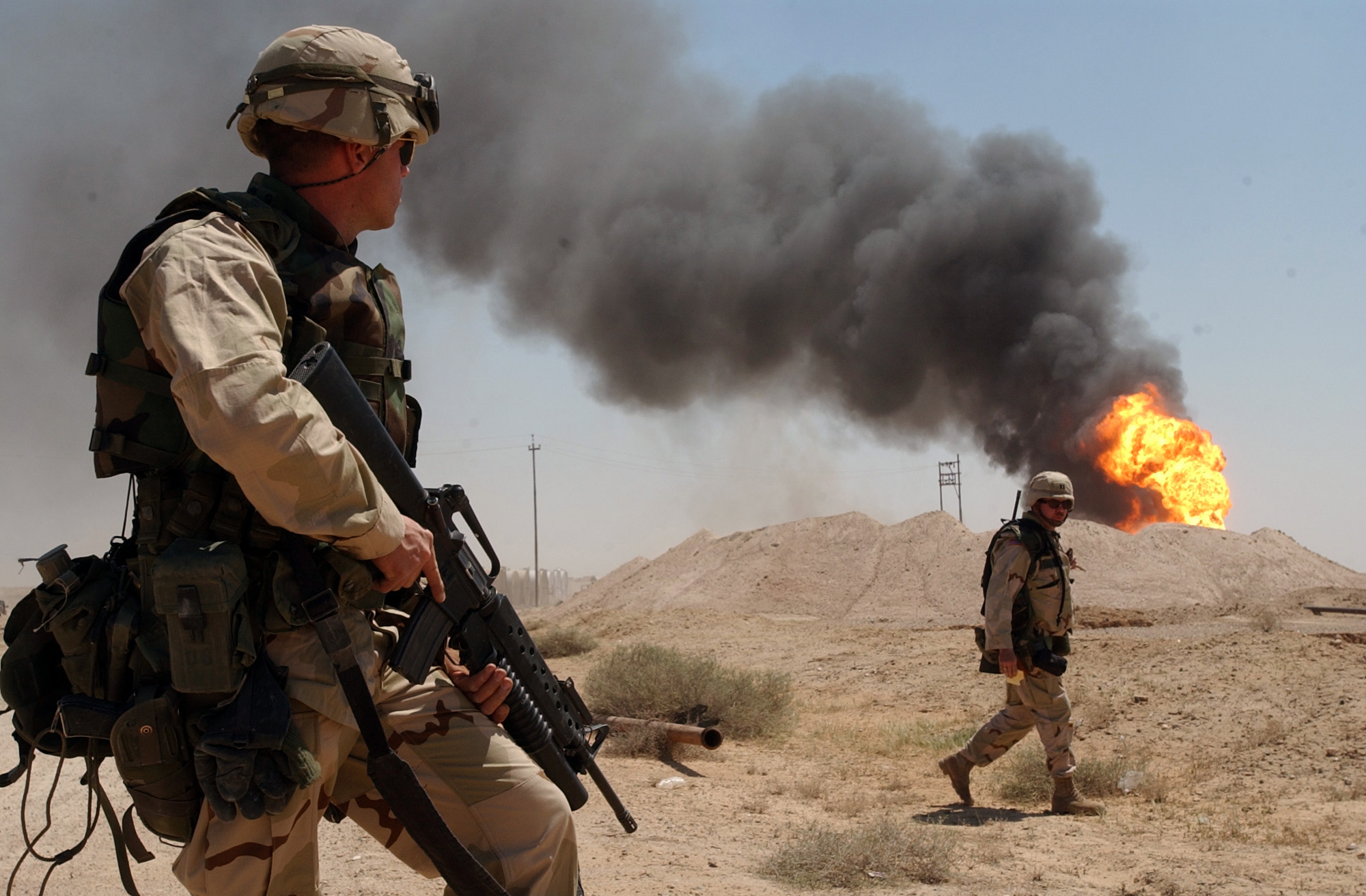
Un soldado estadounidense está de guardia cerca de un pozo de petróleo en llamas en el yacimiento petrolífero de Rumaila, Irak, abril de 2003

La política exterior de los Estados Unidos en el Medio Oriente  tiene sus raíces ya en las guerras berberiscas en los primeros años de la existencia de los Estados Unidos, pero se volvió mucho más expansiva después de la Segunda Guerra Mundial. La política estadounidense durante la Guerra Fría intentó evitar la influencia de la Unión Soviética apoyando regímenes anticomunistas y respaldando a Israel contra los países árabes patrocinados por la Unión Soviética. Los Estados Unidos también reemplazaron al Reino Unido como principal patrocinador de seguridad de los estados del golfo Pérsico en los años 60 y 70, trabajando para garantizar un flujo estable de petróleo del Golfo. Desde los atentados del 11 de septiembre de 2001, la política de EE. UU. Ha incluido un énfasis en la lucha contra el terrorismo. Los Estados Unidos tienen relaciones diplomáticas con todos los países de Medio Oriente, excepto Irán, cuya revolución iraní trajo al poder un régimen incondicionalmente antiamericano. Las prioridades recientes del gobierno de los EE. UU. En Oriente Medio han incluido la resolución del conflicto árabe-israelí y la limitación de la proliferación de armas de destrucción masiva entre los estados regionales.

## Historia

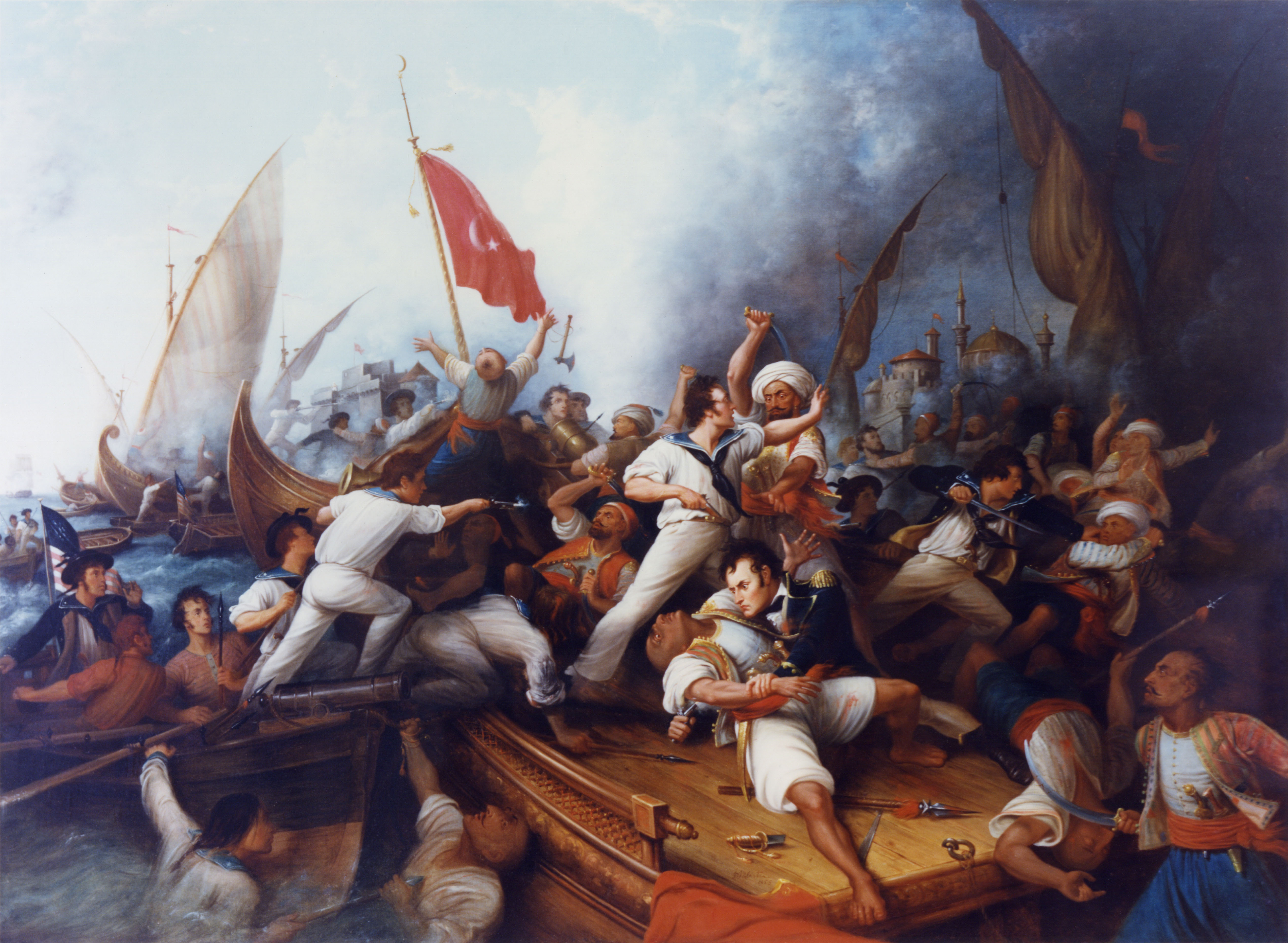
El oficial naval estadounidense Stephen Decatur aborda una lancha tripolitana durante la Primera Guerra Berberísca, 1804

La relación de los Estados Unidos con el Medio Oriente antes de la Primera Guerra Mundial fue limitada, aunque existían vínculos comerciales incluso a principios del siglo XIX. El presidente Andrew Jackson estableció lazos formales con el sultán de Mascate y Omán en 1833. (El sultán vio a los EE. UU. como un posible equilibrio para la abrumadora influencia regional de Gran Bretaña). Las relaciones comerciales se abrieron entre EE. UU. y Persia en 1857, después de que Gran Bretaña persuadió al gobierno persa no ratificar un acuerdo similar en 1851. En comparación con las potencias europeas como Gran Bretaña y Francia que habían logrado colonizar casi toda la región del Medio Oriente después de derrotar al Imperio otomano en 1918, Estados Unidos era "popular y respetado en todo el Medio Oriente". De hecho, "los estadounidenses fueron vistos como personas buenas, no contaminadas por el egoísmo y la duplicidad asociados con los europeos". Los misioneros estadounidenses trajeron medicina moderna y establecieron instituciones educativas en todo el Medio Oriente. Además, los Estados Unidos habían provisto a Oriente Medio ingenieros petroleros altamente calificados. Por lo tanto, hubo algunas conexiones entre los Estados Unidos y el Medio Oriente antes de la Segunda Guerra Mundial. 
Otros ejemplos de cooperación entre los Estados Unidos y el Medio Oriente son el Acuerdo de la Línea Roja firmado en 1928 y el Acuerdo petrolero angloamericano firmado en 1944. Ambos acuerdos eran jurídicamente vinculantes y reflejaban un interés estadounidense en el control de los recursos energéticos del Medio Oriente, es decir, petróleo, y además reflejó un "imperativo de seguridad estadounidense" para evitar la (re) emergencia de un poderoso rival regional ". El Acuerdo de la Línea Roja había sido "parte de una red de acuerdos celebrados en la década de 1920 para restringir el suministro de petróleo y garantizar que las principales empresas [principalmente estadounidenses] ... pudieran controlar los precios del petróleo en los mercados mundiales". El acuerdo de la Línea Roja rige el desarrollo del petróleo de Medio Oriente durante las próximas dos décadas. El Acuerdo Angloamericano del Petróleo de 1944 se basó en negociaciones entre los Estados Unidos y Gran Bretaña sobre el control del petróleo de Medio Oriente. A continuación se muestra lo que el presidente estadounidense Franklin D. Roosevelt tenía en mente para un embajador británico en 1944: El petróleo persa ... es tuyo. Compartimos el petróleo de Irak y Kuwait. En cuanto al petróleo de Arabia Saudita, es nuestro.

## Egipto

### Relaciones bajo Gamal Abdel Nasser[2]
Las varias administraciones estadounidenses generalmente se opusieron al gobierno del presidente Gamal Abdel Nasser (entre 1954-1970). Nasser emprendió varias reformas con el fin de modernizar la sociedad egipcia, entre ellas la construcción de la presa de Aswan. Nasser acudió al Banco Mundial para financiar su proyecto, cuya construcción excedía un billón de dólares. En 1955 el Banco Mundial aprobó el préstamo con participación estadounidense y británica quienes impusieron condiciones especiales al gobierno de Nasser pero en julio del 1956 el gobierno estadounidense abruptamente retiró su oferta al préstamo.
El 26 de julio de 1956 el gobierno de Nasser decidió nacionalizar el canal de Suez, provocando la crisis de Suez; un ataque militar y la invasión de Egipto por una alianza por los gobiernos de Reino Unido, Francia e Israel. Estados Unidos, bajo el presidente Eisenhower, condenó el ataque y exigió que sus aliados concluyeran sus acciones en territorio egipcio. 
Después de la crisis de Suez, las relaciones cada vez más fuertes entre Egipto y la Unión Soviética, así mismo la rivalidad entre EE.UU y URSS en la región, EE.UU aplicó una política conocida como la doctrina de Eisenhower en 1957, creada para autorizar el despliegue de fuerzas estadounidenses para proteger la independencia de países del Medio Oriente bajo amenaza militar por cualquier nación controlada por el comunismo international.

### Relaciones bajo Anwar Sadat[3]
Anwar Sadat remplazó a Nasser como presidente de Egipto de 1970-1981 después de la muerte de Nasser. Una de sus prioridades principales era reformar la economía heredada de las políticas de Nasser. Dicho cambio conllevó a Sadat hacer un gran esfuerzo para cambiar la política extranjera de Egipto tanto como sus relaciones con EE. UU. Sadat limitó relaciones con la URSS y expulsó 20 000 soviéticos militares en julio de 1972, pero no fue suficiente para lograr un acercamiento con el gobierno estadounidense.
La guerra de Octubre 1973, también conocida como la guerra de Yom Kipur, fue el evento que alentó las relaciones entre Egipto y EE. UU. La invasión de territorio israelí por Egipto y Siria demostró a EE.UU que el poder militar de Israel no era obsoleto en la región,[cita requerida] instigando la diplomacia entre Egipto y EE. UU. Los estadounidense, en conjunto con los soviéticos, organizaron un armisticio entre Egipto e Israel y, después, entre Siria e Israel.
Bajo el mandato de Sadat, EE. UU. bajo la administración de Jimmy Carter (1977-1981) sirvió como intermediario entre Egipto e Israel en lo que culminó en los acuerdos de paz conocidos como los Acuerdos de Camp David, firmados el 17 de septiembre de 1978. Estos acuerdos normalizaron las relaciones entre ambos países, pero también facilitó el cambio de bando en la política regional de la Guerra Fría respecto a Egipto para convertirse en un estado cliente de EE.UU en comparación a la política de Nasser y la alianza egipcia con la Unión Soviética.

### Relaciones bajo Hosni Mubarak[3]
Hosni Mubarak (1981-2011) sucedió a Sadat después de su asesinato como presidente de Egipto. Los acuerdos de Camp David limitaron y aislaron a Egipto como potencia árabe regional, limitando la política exterior egipcia en la región mayoritariamente con EE. UU. e Israel.  
Durante la década de 1980, Egipto recibió $2.2 billones por año en asistencia económica de EE. UU., convirtiendo a Egipto en el segundo país receptor de ayuda estadounidense en la región, después de Israel. Las fuerzas armadas de Egipto también fueron reconstruidas a la imagen estadounidense, el estado egipcio se endeudó gracias al equipo avanzado que recibía de EE. UU. Asistencia e intereses estadounidenses dominaban tanto la política exterior egipcia que críticos de Mubarak alegaban el país se convertía en un “Egipto estadounidense”.

## Irak

### De la década de 1980 a 2001
La política extranjera estadounidense se consolida en Irak desde finales de los 1970 en adelante. Anteriormente Irak sufrió una serie de golpes de estado militares entre los años 1950 y los 1970 hasta que Sadam Huseín logró consolidar el control del país en la década de los 1970. Estados Unidos apoyó a Irak bajo mando de Sadam Huseín en la guerra contra Irán como política de contención contra el nuevo régimen revolucionario de Irán, a pesar de las graves violaciones de derechos humanos cometidos por Husein, en particular contra los kurdos en la región del norte del país.
Política extranjera con Irak cambió a partir de la invasión iraquí de Kuwait en agosto de 1990 y la respuesta de EE. UU. hacia la invasión que tomó la forma de la primera guerra del golfo, también conocida como “Operación Tormenta del Desierto”. El presidente estadounidense George Bush (padre) justificó dicha operación al enfatizar que EE. UU. tenía una obligación moral en la liberación de Kuwait ante la agresión iraquí, pero parecido al temor estadounidense durante la guerra entre Irán e Irak, intereses estadounidenses estaban en la protección de los recursos petroleros en la región y salvaguardar los países árabes del golfo pérsico tanto de agresión iraní como iraquí. Sanciones, instigadas por EE. UU. a través de la ONU perduraron toda la década de los 1990 y causaron la muerte de más de un millón de civiles, de los cuales medio millón se presume fueron menores de edad.
La operación comenzó a partir del vencimiento del plazo de las Naciones Unidas, el 15 de enero de 1991, para que Husein retirara sus tropas de Kuwait. La operación duró cuarenta y dos días. El presidente Bush declaró la liberación de Kuwait el 27 de febrero de 1991. Ésta operación causó decenas de miles de muertos y miles de millones de dólares en destrucción de propiedad. No hay cifra exacta para contar las muertes iraquíes por la guerra, unos sugieren un rango entre 10 000 y 100 000 muertos, con 82 000 soldados iraquíes y 7000 civiles, sin contar los muertos durante la revuelta interna provocada por la guerra.

## Irán

### De la Segunda Guerra Mundial a 1979[7]
El objetivo principal de EE. UU. al terminar la Segunda Guerra Mundial era la contención de la Unión Soviética y prevenir la expansión de su influencia en la región. Irán, uno de los países de Medio Oriente que no solo compartía frontera con la URSS pero también codiciado por las potencias europeas por su riqueza en petróleo y su posición geopolítica en la región, también se convirtió en prioridad para Estados Unidos comenzando con la administración del presidente Harry Truman. 
En la década de los 1940, EE. UU., como nueva influencia en Irán, apoyaba cualquier facción que se oponía a los intereses soviéticos y asesores estadounidenses desarrollaron vínculos con las fuerzas armadas iraníes. Mientras que Gran Bretaña había establecido alianzas con los grandes terratenientes y las tribus poderosas, a su vez la URSS respaldaba las actividades del partido izquierdista Tudeh.
La primera intervención significante por parte de EE. UU. fue de 1951 a 1953, durante el periodo de Muhammad Mosaddiq como primer ministro. Mosaddiq encabezó el Frente Nacional, una coalición de various sectores sociales de la sociedad iraní con varios objetivos, entre ellos: la ulama quienes abogaban por más sharí’a, professionales educados en el occidente quienes abogaban por más secularización. Lo que unía a estas varias secciones era su oposición a la dominación extranjera y la expansión a la autoridad real del Shah, Muhammad Reza. Una de las campañas de Mosaddiq era que el gobierno, y no la empresa Anglo-Iranian Oil Company (AIOC), tuviera el control de los recursos de petróleo iraníes. En 1951, entre una ola de manifestaciones generadas por la campaña del Frente Nacional, el Majlis (parliamente iraní) tomó dos pasos significativos: primero, aprobó legislación para la nacionalización de la industria petrolera; segundo, extender una invitación a Mosaddiq para tomar el puesto de primer ministro.
La AIOC convocó una boicot international en contra de la nacionalización del petróleo iraní, rápidamente obteniendo el apoyo del gobierno británico y de EE. UU. en 1952. En octubre de 1952 el gobierno de Mosaddiq cortó relaciones con Gran Bretaña.
La confrontación entre Mosaddiq por un lado y la AIOC y Gran Bretaña por el otro, provocó una crisis doméstica e internacional. Mosaddiq no solo quería romper con los intereses extranjeros impuestos desde afuera, también quería rehabilitar las instituciones parlamentarias de la constitución de 1906 y limitar el poder político de Muhammad Reza Shah. Con las relaciones diplomáticas cortadas entre Irán y Gran Bretaña, para someter al Shah al gobierno Mosaddiq tuvo que enfrentarse a EE. UU. como el patrocinador del Shah. En 1952, el Majlis concedió poderes de emergencia a Mosaddiq, cuales usó para atacar la monarquía, poner las fuerzas armadas bajo el mando del parlamento en vez del Shah, reducir el tamaño del ejército, purgar oficiales leales al Shah e introducir reformas agrarias, todo con el fin de reemplazar el gobierno personal del Shah por un orden basado en la ley constitucional para que el ejército estuviera bajo el mando del parlamento y redistribuir la riqueza y las tierras de la élite privilegiada.
El boicot internacional provocó una crisis económica interna y Mosaddiq comenzó a perder tanto apoyo popular como la unidad del Frente Nacional. Para 1953, el Frente se desintegró y quedó el Partido Tudeh como el partido dominante. Los intereses de los militares destituidos coincidieron con los intereses británicos y estadounidenses. Los gobiernos de EE. UU. y Gran Bretaña conspiraron con el Shah para realizar un golpe de Estado contra Mosaddiq pero el plan no tuvo éxito y el Shah huyó a Roma. Tres días después, el 19 de agosto de 1953, militares leales al Shah capturaron a Mosaddiq y el Shah volvió a Irán.
Desde la restauración de Muhammad Reza Shah en 1953 al 1979, el Shah instauró una dictadura brutal, gobernando a través del ejército y la policía secreta para silenciar, torturar y desaparecer a la oposición sin importar si fueran de la izquierda, centristas, o la derecha religiosa. El Shah encarceló a cientos de la oposición, torturando y ejecutando a decenas de los líderes de la oposición. Con asistencia de inteligencia estadounidense e israelí, se estableció la organización de seguridad interna conocida como SAVAK, infame por sus operaciones de vigilancia y las brutalidades cometidas en contra de prisioneros políticos. La oposición fue reprimida, las elecciones al Majlis manipuladas y se creó un sistema bipartidista para dar un apariencia de democracia.
El Shah llegó a un acuerdo con AIOC garantizando a Irán el 50 por ciento de las ganancias del petróleo. Relaciones entre Irán bajo el Shah y países occidentales mejoraron después de 1953, restableciendo relaciones con Gran Bretaña en 1954 y convirtiéndose en un estado cliente de EE. UU. Entre 1953 y 1963, EE. UU. suministró a Irán $500 millones en ayuda militar.
Con el aumento del ingreso petrolero en la década de 1970, $20 billones sólo entre 1975 y 1976, EE. UU. permitió que el Reza Shah comprara cualquier armamento estadounidense no-nuclear. Entre los años 1972 y 1976 el Shah adquirió $10 billones en armas, haciendo de las fuerzas armadas de Irán el quinto ejército más poderoso del mundo.

### Relaciones con Irán en la década de los 1980[4]
Política extranjera estadounidense hacia Irán cambió a partir de la Revolución iraní de 1979. Un país que anteriormente había sido el mejor aliado estadounidense en el golfo Pérsico, se convirtió en un país antiestadounidense con las fuerzas armadas del sah bajo dicho gobierno. A partir de la revolución iraní, EE. UU. se enfocó en recuperar su influencia en el golfo Pérsico y a la vez contener y prevenir la exportación de la revolución chiita.
Durante la guerra entre Irán e Irak (1980-1988), la administración estadounidense de Ronald Reagan apoyó el régimen iraquí de Sadam Huseín contra la república islámica de Irán. Los intereses de EE. UU. estaban en proteger las reservas de petróleo del golfo pérsico, temiendo que si Irak fuera vencido, el resto de los estados petroleros árabes del golfo pérsico también caerían ante Irán.

## Turquía[8]
El objetivo principal de EE. UU. al terminar la Segunda Guerra Mundial era la contención de la Unión Soviética y prevenir la expansión de su influencia en la región. Turquía, uno de los países de Medio Oriente que compartía frontera con la URSS, se convirtió en prioridad para Estados Unidos comenzando con la administración del presidente Harry Truman.
En los años después de la Segunda Guerra Mundial, la política expansionista de la Unión Soviética que amenazaba el control turco sobre los estrechos turcos conectando el Mar Negro al Mediterráneo. Con el objetivo de defender sus intereses, Estados Unidos ofreció asistencia financiera y militar al gobierno turco de Ismet Inönü, quien aceptó y también permitió el establecimiento de bases militares estadounidenses en territorio turco, comenzando una alianza que perduraría a lo largo del siglo XX.
Entre 1947 y 1960, la ayuda estadounidense a Turquía sumó un total de 3 billones de dólares, permitiendo que Turquía mantuviera un ejército de 500 000 soldados para repeler a los soviéticos. En 1952, Turquía se convirtió en un miembro de la OTAN.
A pesar de conflictos domésticos en la política turca, en particular respecto a la transición de un sistema monopartidista a uno multipartidista y los golpes de estado por el ejército para mantener el orden político y social, la política extranjera turca mantuvo una fuerte alianza con EE. UU. el trascurso de la Guerra Fría. Quizá el momento más complicado entre la relación turca-estadounidense surgió con la cuestión sobre la soberanía de la isla de Chipre, donde la rivalidad turco-greca puso a prueba la relación de EE.UU con ambos países.
La primera crisis se produjo en 1964, cuando el presidente greco de Chipre, Makarios, intentó enmendar la constitución con la intención de limitar los derechos políticos de los ciudadanos de ascendencia turca. Turquía preparaba una invasión militar de Chipre para defender la condición de los ciudadanos turcos como fue acordado por Turquía, Grecia, y Gran Bretaña en el Tratado de Garantía de 1960. Dichos planes de la invasión turca de Chipre fueron disuadidos por la falta de apoyo estadounidense y la amenaza por el presidente estadounidense Lyndon B. Johnson; que si una invasión turca llevara a una intervención soviética, Washington tendría que reconsiderar la obligación de la OTAN para defender a Turquía.
El 15 de julio de 1974 las fuerzas armadas griegas dieron un golpe de Estado para derrocar el presidente Makarios en Chipre para cumplir la unificación de la isla al Grecia continental. Turquía no esperó el visto bueno de EE. UU. para reaccionar, en menos de una semana del golpe griego el gobierno turco ya había desplegado sus fuerzas armadas ocupando 37 por ciento de la isla. El congreso estadounidense suspendió toda ayuda militar y ventas de armas a Turquía, Ankara respondió al embargo estadounidense con el cierre de varias bases militares estadounidenses en territorio turco. La ruptura de relaciones diplomáticas entre EE. UU. y Turquía se resolvió parcialmente en 1979 con la suspensión del embargo estadounidense.

## "La guerra contra el terrorismo"
Los ataques del 11 de septiembre de 2001, también conocidos como 9/11 o 11-S, inauguraron lo que se conoce como la “guerra contra el terrorismo” de EE. UU. y sus aliados en el Medio Oriente. La administración de George W. Bush (hijo) entre 2001-2009 inició la campaña contra el terrorismo, pero ha sido perpetuada y expandida tanto por los gobiernos de los partidos, Demócratas bajo Barack Obama (2009-2017) y Republicanos bajo Donald Trump (2017-2021).
Los ataques fueron perpetrados por diecinueve secuestradores, quince de origen saudita y cuatro de origen egipcio, todos miembros de la organización islamista conocida como al-Qaeda y liderada por Osama bin Laden, un expatriado saudí adinerado. La base de al-Qaeda estaba ubicada en Afganistán, donde el régimen de los talibanes dio refugio a este grupo y permitió libertad para sus actividades. La guerra e invasión de Afganistán por EE. UU. y sus aliados comenzó en octubre de 2001.

### Invasión de Irak
En el 2002 la administración de George W. Bush cambió enfoque de Afganistán a Irak, a pesar de la falta de evidencia para comprobar que la Irak de Sadam Huseín había compartido alguna responsabilidad con los ataques del 9/11. El gobierno estadounidense intentó justificar una invasión y cambio de gobierno en Irak alegando que las armas de destrucción masiva de Hussein eran una amenaza a la seguridad estadounidense y mundial; y alegando que un cambio de gobierno supondría una liberación para el pueblo iraquí. El gobierno estadounidense también estaba interesado en destituir a Hussein de Irak por la amenaza que presentaba el líder iraquí al tener control de unas de las reservas petroleras más grandes del mundo.
El otoño del 2002, el Consejo de Seguridad de la ONU aprobó la Resolución 1441, declarando que Irak debía revelar sus armas de destrucción masivas y permitir el acceso sin restricciones a todos los sitios solicitados por los equipos de inspección de la ONU, advirtiendo que habría consecuencias graves si Irak no cumplía. George W. Bush y su administración siguieron alegando que Hussein y sus armas biológicas eran un amenaza, a pesar de que los equipos de inspección de la ONU no obtuvieron evidencia para comprobar dichas acusaciones. EE. UU. actuó en contra de sus aliados europeos y la ONU al declarar, unilateralmente, que Irak había violado la Resolución 1441 y que Hussein y sus hijos tenían cuarenta y ocho horas para salir del país. El 20 de marzo de 2003, la operación “Iraqi Freedom” comenzó con un bombardeo por fuerzas estadounidenses y británicas. En tres semanas las fuerzas estadounidenses y británicas tomaron la capital Bagdad y el régimen de Sadam Huseín había sido derrotado.
Tomar el control del país y mantener el orden fue más difícil que derrocar a Hussein del poder. La mayoría de los iraquíes percibían a las fuerzas occidentales como invasores y ocupantes, mientras que la comunidad internacional criticó las administraciones George W. Bush y Tony Blair (primer ministro de Gran Bretaña) de haber manipulado los reportes de inteligencia cuando la invasión no consiguió comprobantes sobre la supuesta amenaza de las armas de destrucción masivas. La invasión estadounidense creó un estado de guerra civil entre facciones religiosas e intereses políticos, mientras que contratistas privados administraban centros de detención que se mantuvieron fuera del alcance de la ley iraquí a lo largo de la guerra.
El periodo de 2004-2007 enmarcó la insurrección por parte de guerrillas y grupos extremistas sunitas, particularmente la facción de Al-Qaeda en Irak (AQI) que se estableció en territorio iraquí debido a la desaparición del gobierno central de Hussein. Para enero de 2007, George W. Bush anunció una estrategia para combatir la insurrección, la cooperación de fuerzas de coalición con líderes tribales sunitas quienes habían sido repelidos por las barbaridades de AQI para combatir la influencia de los mismos en sus entornos inmediatos.

### Estado Islámico (Estado Islámico de Irak y el Levante/ Estado Islámico de Irak y Siria)
La formación del grupo conocido como el “Estado Islámico”, cuyo nombre original en español es “El Estado Islámico de Irak y Siria”, se dio a conocer al mundo en 2014. Su formación fue posible dado a la situaciones de falta de autoridad que existían en los desiertos de las regiones del noroeste de Irak por la invasión estadounidense y al sureste en Siria a partir de las insurrecciones populares que comenzaron en 2011 pero pronto llevaron a una guerra civil. Aunque, en realidad, dicha situación solo proporcionó la oportunidad de que el Estado Islámico se apropiara de este territorio. Las raíces del Estado Islámico a través de la radicalización de sus fundadores y miembros, surge gracias a la invasión estadounidense-británica de Irak, el fomento de la guerra sectaria en Irak, el establecimiento de AQI y una minoría que se separó de esta organización en 2013 y que se convertiría el Estado Islámico.
La guerra contra el Estado Islámico fue un esfuerzo multilateral y multinacional, con campañas en Siria e Irak mayoritariamente entre 2014 y 2016. EE. UU. bajo la presidencia de Barack Obama proporcionó ataques aéreos, en colaboración con las fuerzas armadas de Irán bajo el control del General Qassim Suleimani y grupos armados kurdos en Irak y Siria apoyados militarmente por EE. UU. que proporcionaron soldados para luchar en contra del Estado Islámico y recuperar los territorios bajo su control.